# Затяжной выстрел

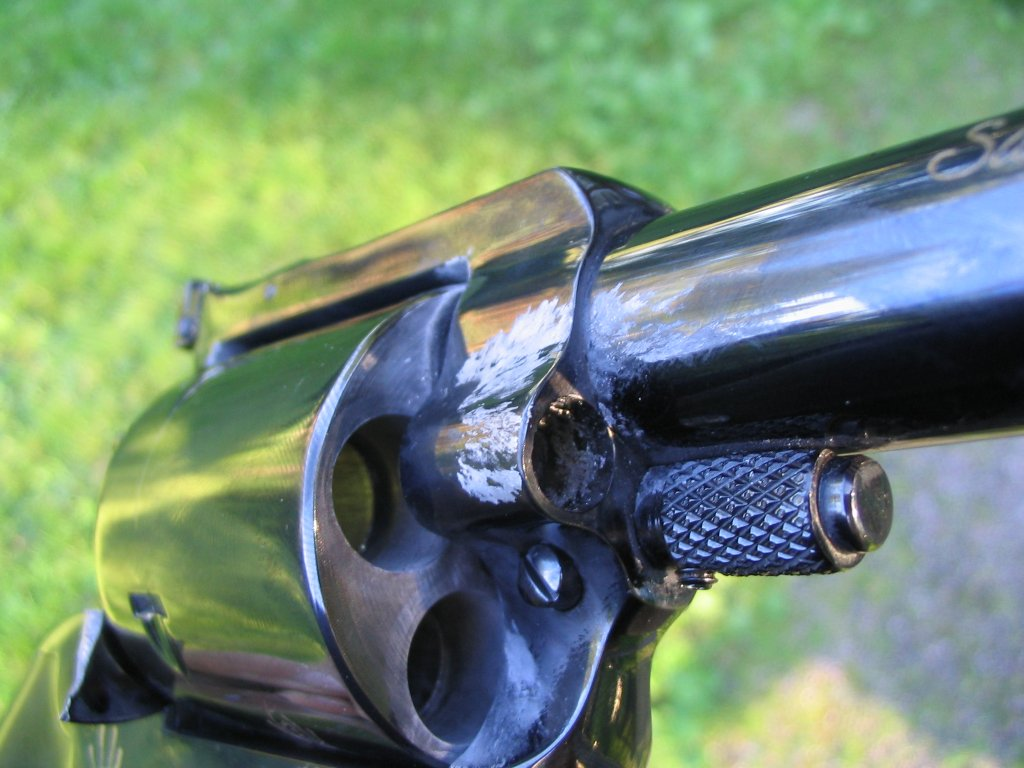
Револьвер, пострадавший от затяжного выстрела.

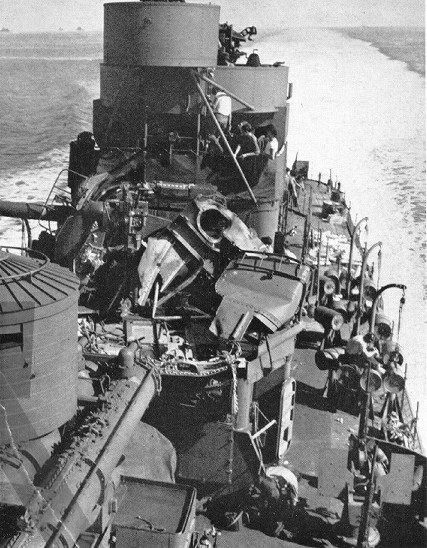
Орудие эсминца USS Nicholas, пострадавшее от затяжного выстрела в мае 1943 года

Затяжной выстрел — задержка выстрела из огнестрельного оружия или артиллерийского орудия после срабатывания спускового механизма. Происходит из-за низкого качества пороха, что может быть вызвано как заводским браком, так и нарушением условий хранения или из-за нарушения работы воспламенителя. При затяжном выстреле преждевременное извлечение боеприпаса может привести к его срабатыванию в руках стрелка или расчёта орудия. Для предотвращения этого в случае предположительной осечки рекомендуется выждать некоторое время (различное для каждого оружия), направив ствол в безопасном направлении. В артиллерийских орудиях предусматриваются специальные предохранители. Открытие затвора допускается по истечении времени, установленного инструкцией или, в боевой обстановке, командиром.
В случае крупнокалиберных орудий задержка может достигать нескольких минут, пока заряд не воспламенится от нагретого предыдущими выстрелами ствола орудия (выстрел из-за перегрева). Задержка достаточно велика, чтобы командир орудия на своё усмотрение мог попытаться произвести выстрел ещё раз, после чего расчёт орудия оставляет орудие и укрывается в безопасном месте до вероятного взрыва (англ. cook-off explosion).
При использовании в авиации пулемётов с синхронизатором затяжной выстрел представлял собой особую опасность из-за возможного повреждения лопастей пропеллера, что привело в начале XX века к созданию специальных машин для проверки патронов на подверженность затяжному выстрелу, англ. hang-fire tester.